# ژایر (بازیکن فوتبال، زاده ۳ اوت ۱۹۹۴)
ژایر تاوارس داسیلوا (زاده ۳ اوت ۱۹۹۴)(تلفظ در پرتغالی: [ʒaˈiʁ]) معروف به ژایر، بازیکن فوتبال اهل برزیل است که به‌عنوان هافبک  بازی می‌کند.
ژایر فوتبال حرفه ای را در باشگاه بومی ایتوانا در برزیل آغاز کرد، اما پس از انتقال به فنلاند در سال ۲۰۱۶ نام معروف شد. او در فلاند موفق شد در باشگاه‌های اولو، ایلوس، و هلسینگی دو جام داخلی به دست آورد و در تیم Veikkausliiga در سال ۲۰۲۱ بهترین بازیکن این تیم نام گرفت. سال بعد، او با باشگاه رومانیایی پترول پلویستی قرارداد امضا کرد.

## باشگاه‌ها

### باشگاه فوتبال اولو
ژایر دوران بزرگسالی خود را با باشگاه فوتبال ایتوانو در سال ۲۰۱۵ آغاز کرد، ولی پیش از این در در دوران نوجوانی عضو Copa Paulista نیز بود. و سپس او در سال ۲۰۱۶  ابتدا یک فصل به صورت قرضی به باشگاه فنلاندی اولو اف سی پیوست.  و در سال ۲۰۱۷ قرارداد دائمی با این باشگاه امضا کرد.
در فصل ۲۰۱۸ لیگ فنلاند، ژایر به عنوان بهترین هافبک سال لیگ دوم از سوی انجمن بازیکنان فوتبال انتخاب شد.

### ایلوس
در نوامبر ۲۰۱۸، ژایر به باشگاه لیگ برتر فنلاند ایلوس پیوست، جایی که در آن بازی کرد دو فصل او اولین بازی خود را در ۷ آوریل ۲۰۱۹، در پیروزی ۲ بر صفر خارج از خانه مقابل KPV انجام داد. او یک ماه بعد از این انتقال اولین گل خود را در این رقابت‌ها به ثمر رساند، در تساوی ۱–۱ گنبدی با هونکا.
در ۱۵ ژوئن ۲۰۱۹، ژایر ۹۰ دقیقه کامل را در پیروزی ۲–۰ مقابل IFK Mariehamn در فینال جام فنلاند بازی کرد. در ۲۷ اوت ۲۰۲۰، او اولین  اروپایی حضور با شروع در لیگ اروپای یوفا مرحله اول مقدماتی مسابقه با باشگاه ایرلندی Shamrock Rovers; او ضربه خود را در حالی که ایلوس ۱۱ بر ۱۲ شکست داد، ضربه خود را تبدیل کرد.

### باشگاه فوتبال هلسینکی
در ۱۳ نوامبر ۲۰۲۰، ژایر با قراردادی دو ساله با گزینه یک سال دیگر با باشگاه فوتبال هلسینکی توافق کرد و ماندن در فنلاند و دسته اول آن را انتخاب کرد. او در اولین بازی برای هلسینکی در ۶ فوریه گلزنی کرد. در ۱۸ ژوئن ۲۰۲۱ در سری مسابقات جام فنلاند درحالی که بازی مقابل لاهتی در حال تساوی ۱–۱بود، او با زندن گل برتری مقابل تیم سابق خود باعث برتری خانگی مقابل تیم سابق خود ایلوس به شد.
در ۱۳ ژوئیه ۲۰۲۱، ژایر اولین گل اروپایی خود را در شکست ۴–۰ خارج از خانه تیم مونته‌نگرو Budućnost در اولین دور مقدماتی قهرمانان لیگ. پس از حذف باشگاه هلسینکی از لیگ قهرمانان، در ۳ اوت او دوباره در تساوی ۲–۲ مقابل باشگاه آذربایجانی Nftçi در دور سوم مقدماتی لیگ اروپا گلزنی کرد. هلسینکی همچنین جواز حضور در مسابقات اخیر را از دست داد مرحله گروهی پس از باخت ۲–۶ مجموع شکست مقابل فنرباغچه در مرحله پلی آف، و ژایر در گروه A در لیگ کنفرانس اروپا پنج بازی کرد.
در ۱۶ اکتبر ۲۰۲۱، ژایر اولین دبل دوران حرفه ای خود را در پیروزی ۳–۲ خارج از خانه Veikkausliiga مقابل ایلوس به ثمر رساند. او در مجموع ۶ گل در ۲۰ بازی لیگ در طول 2021 Veikkausliiga در هلسینکی به ثمر رساند و در تیم منتخب سال به عنوان HJK از عنوان ملی خود دفاع کرد. او در ۸ مه ۲۰۲۲ یک بریس دیگر به ثمر رساند، در یک برد خانگی ۲–۱ نیز در مقابل باشگاه سابقش ایلوس در لیگ.
در ۱۳ ژوئن ۲۰۲۲، پس از اینکه رسانه‌های فنلاندی گزارش دادند که او یک سال قبل به جرم آزار جنسی از کودک محکوم شده است، باشگاه هلسینکی قرارداد وی را فسخ کرد.

## جستار وابسته
- لیگ برتر خلیج فارس
- فهرست بازیکنان خارجی لیگ برتر فوتبال ایران
- لیگ برتر فوتبال ایران ۰۴–۱۴۰۳